# Jerry Franck
Jerry Franck (* 16. April 1986 in Luxemburg) ist ein luxemburgischer Kameramann und Filmemacher. Er wurde vor allem durch den Dokumentar-Kurzfilm Chau, Beyond the Lines bekannt, für den er zusammen mit der Regisseurin, seiner Ehefrau Courtney Marsh, bei der Oscarverleihung 2016 in der Kategorie Bester Dokumentar-Kurzfilm nominiert war.

## Leben
Jerry Franck wurde in Luxemburg-Stadt geboren und ging in Belair auf die Primärschule. Er besuchte danach verschiedene Lyzeen auf dem Campus Geeseknäppchen. In Frankreich erwarb er die Hochschulreife und zog anschließend in die Vereinigten Staaten. Dort machte er am Columbia College Hollywood eine Ausbildung zum Kameramann und schloss mit einem Bachelor of Arts in Film ab. Er spezialisierte sich insbesondere auf Steadicam. Im Anschluss arbeitete er unter anderem mit Filmemachern wie James Franco, Gina Cassavetes und Jeff Schaffer zusammen. Auch arbeitete er an diversen Musikvideos für unter anderem Drake, Mr. Big und Social Distortion mit.
Zusammen mit seiner Frau Courtney Marsh wollte er zunächst einen Film über Straßenkinder in Vietnam drehen. Während der Vorbereitungen lernten die beiden Chau kennen, der an den Spätfolgen eines Agent-Orange-Angriffes während des Vietnamkriegs litt. Der junge Mann wollte trotz seiner Behinderung Künstler und Designer werden. Das Ehepaar machte diesen jungen Mann schließlich zur Hauptperson ihres Dokumentar-Kurzfilms Chau, Beyond the Lines. Der Film wurde für die Oscarverleihung 2016 in der Kategorie Bester Dokumentar-Kurzfilm nominiert, unterlag jedoch A Girl in the River: The Price of Forgiveness.